# Departamentul Cabañas
Departamentul Cabañas este una dintre cele 14 unități administrativ-teritoriale de gradul I  ale statului  El Salvador. La recensământul din 2007 avea o populație de 149.326 locuitori. Reședința sa este orașul Sensuntepeque. Numele acestuia provine de la cel al omului politic hondurian José Trinidad Cabañas.